# Phù Hóa
Phù Hóa là một xã thuộc huyện Quảng Trạch, tỉnh Quảng Bình, Việt Nam.

## Địa lý
Xã Phù Hóa nằm ở phía Tây Nam huyện Quảng Trạch, có vị trí địa lý như sau:
- Phía Bắc giáp xã Cảnh Hóa và xã Liên Trường
- Phía Tây giáp huyện Tuyên Hóa
- Phía Nam và phía Đông giáp thị xã Ba Đồn

Xã Phù Hóa có diện tích 3,65 km², dân số năm 2019 là 2.994 người, mật độ dân số đạt 820 người/km².